# Saint-Antoine-d'Auberoche
Saint-Antoine-d'Auberoche foi uma comuna francesa na região administrativa da Nova Aquitânia, no departamento Dordonha. Estendia-se por uma área de 7,67 km². Em 2010 a comuna tinha 147 habitantes (densidade: 19,2 hab./km²).
Em 1 de janeiro de 2017, passou a formar parte da nova comuna de Bassillac et Auberoche.